# Alajärvi (sjö i Finland, Kajanaland, lat 64,03, long 28,58)
Alajärvi är en sjö i Finland. Den ligger i kommunen Sotkamo i landskapet Kajanaland, i den centrala delen av landet, 500 km norr om huvudstaden Helsingfors. Alajärvi ligger 153,4 meter över havet. Arean är 1,29 kvadratkilometer och strandlinjen är 6 kilometer lång. Sjön  ingår i Uleälvens huvudavrinningsområde. 